# 舊市鎮區 (伊利諾伊州麥克萊恩縣)
舊市鎮區（英語：Old Town Township）是位於美國伊利諾伊州麥克萊恩縣的一個行政鎮區。

## 地方資料
根據2010年美國人口普查的數據，舊市鎮區的面積為91.90平方千米，當中陸地面積為91.80平方千米，而水域面積為0.10平方千米。當地共有人口3032人，而人口密度為每平方千米32.99人。